# Ochsenfurt (stacja kolejowa)
Ochsenfurt (niem: Bahnhof Ochsenfurt) – stacja kolejowa w Ochsenfurt, w regionie Bawaria, w Niemczech. Znajduje się ona w kilometrze 119,0 linii Treuchtlingen – Würzburg. Stacja jest obsługiwana w odstępach godzinowych (półgodziny w godzinach popołudniowych), przez pociągi DB Regio. Do 1994 istniała jeszcze linia Gaubahn do Röttingen/Weikersheim.
Według klasyfikacji Deutsche Bahn ma kategorię 5.

## Historia
Stacja została wybudowana w ramach budowy linii Treuchtlingen-Würzburg i otwarta została 1 lipca 1864. Ma okazały budynek dworcowy oraz zaplecze towarowe. Budynek i dawna infrastruktura towarowa są obiektami zabytkowymi.

## Linie kolejowe
- Treuchtlingen – Würzburg
- Gaubahn